# 斯洛博齊亞科納基鄉
45°35′N 27°47′E / 45.583°N 27.783°E
斯洛博齊亞科納基鄉（羅馬尼亞語：Comuna Slobozia Conachi, Galați），是羅馬尼亞的鄉份，位於該國東部，由加拉茨縣負責管轄，面積87平方公里，海拔高度66米，2007年人口3,935，人口密度每平方公里45人。